# أنباء آسيا الدولية
أنباء آسيا الدولية (اختصارًا ANI) هي وكالة أنباء هندية تقدم موجزات إخبارية متعددة الوسائط لمكاتب الأنباء في الهند. تأسست الشركة على يد بريم براكاش في عام 1971، وكان اسمها TVNF، سرعان ما أصبحت أول وكالة في الهند تنشر أخبار على هيئة مقاطع فيديو. بفضل العلاقات داخل الحكومة الهندية، توسعت وكالة ANI بشكل كبير خلال أوائل العقد الأول من القرن الحادي والعشرين. بعد فترة من الركود، استعادت الشركة موقعها الاحتكاري؛ اعتبارًا من 2019 تُعد أكبر وكالة أنباء تلفزيونية في الهند.
وقد زعمت التحقيقات التي أجراها موقعا The Caravan و The Ken عن الشركة أن وكالة ANI مرتبطة ارتباطًا وثيقًا بحكومة الهند لعقود من الزمن، بما في ذلك في ظل حكم حزب المؤتمر، ولكن بشكل خاص بعد انتخاب حزب بهاراتيا جاناتا في عام 2014، حيث يُزعم أن تقاريرها تصب في صالح أهداف الحكومة. اتُهمت وكالة ANI بتضخيم شبكة واسعة من مواقع الأخبار المزيفة في الهند التي تنشر الدعاية المؤيدة للحكومة والمعادية لباكستان، بالإضافة إلى الاستشهاد بمصادر ملفقة على ما يبدو مرتبطة بهذه المواقع.

## التاريخ

### التأسيس والسنوات الأولى (1971-2000)
بدأ بريم براكاش Prem Prakash مسيرته المهنية في مجال التصوير الفوتوغرافي، حيث عمل مصورًا صحفيًا لدى Visnews (و رويترز Reuters)، حيث قام بتغطية بعض الأحداث التاريخية الأكثر أهمية في الهند بعد الاستقلال. كان شخصية بارزة في مجال صناعة الأخبار والأفلام الوثائقية بحلول سبعينيات القرن العشرين، وحظي باحترام كبير بين الصحفيين وصناع الأفلام الأجانب، وحصل على وسام الإمبراطورية البريطانية. في عام 1971، أسس بريم وكالة ANI (التي كانت في البداية باسم TVNF، وهي أول وكالة أنباء تلفزيونية في الهند)، والتي اكتسبت نفوذاً داخل حكومة المؤتمر الوطني الهندي. لعبت قناة TVNF دورًا رئيسيًا في تحقيق رغبات إنديرا غاندي -رئيسة الوزراء آنذاك- في عرض صورة إيجابية للهند. وأنتجت عددًا كبيرًا من الأفلام لمحطة تليفزيون دوردارشان واستمرت في الحصول على احتكار في هذا القطاع.
انضمت سميتا براكاش Smita Prakash، خريجة المعهد الهندي للاتصال الجماهيري، إلى وكالة ANI في عام 1986 كمتدربة وأصبحت فيما بعد موظفة بدوام كامل. تزوجت ابنة إينا راماموهان راو، المدير السابق لوزارة الإعلام والإذاعة، من ابن بريم سانجيف في عام 1988، مما عزز من فرص وكالة ANI داخل الحكومة. في عام 1993، اشترت وكالة رويترز حصة في وكالة ANI، ومما سمح لها بممارسة احتكار كامل على تغذية الشركة في الهند.

### التوسع (2000-حتى الآن)
بحلول عام 2000، شهدت الهند طفرة في القنوات الإخبارية الخاصة التي تعمل على مدار الساعة طوال أيام الأسبوع (24/7)؛ ومع ذلك، فإن الإيرادات غير المستدامة جعلتها تفتقر إلى القدرة على توظيف مراسلي الفيديو في جميع أنحاء البلاد. وقد سمح هذا بتوسيع هائل لقدرات إنتاج الفيديو المحلي لشركة ANI بناءً على طلب سانجيف، الذي ارتقى في الرتب. كما ارتفعت سميتا في الرتب معه. تأسست شركة Asian Films TV في عام 2000 لتوفير البث التلفزيوني للصحف والدوريات. ومع ذلك، تشير <a href="https://en.wikipedia.org/wiki/The_Caravan" rel="mw:ExtLink" title="The Caravan" class="cx-link" data-linkid="107">The Caravan</a> إلى أن موظفيها كانوا من المموظفين منخفضي التكلفة، ولم تكن لهم علاقة كبيرة بالصحافة.
في عام 2000، أطلقت حكومة التحالف الوطني الديمقراطي قناة DD Kashir، وهي قناة إقليمية مقرها كشمير، وسُمح لوكالة ANI بإنتاج برامجها. بحلول نهاية عام 2005، كان نموذج أعمال وكالة ANI يحقق أداءً رائعًا على أساس ثابت، ونقلت مكتبها من سوق جول إلى مبنى جديد مكون من خمسة طوابق في RK Puram. ظلت الوكالة تحظى بثقة حكومات التحالف التقدمي المتحد، إلى الحد الذي جعل وزارة الشؤون الخارجية تختار سميتا لتكون جزءًا من فريق مكون من صحفيين هنود في المؤتمرين الصحفيين المشتركين بين رئيسي وزراء الهند والولايات المتحدة آنذاك.
في أواخر العقد الأول من القرن الحادي والعشرين، أدت الرسوم المتزايدة على بث وكالة ANI والجودة المنخفضة لصحافتها، إلى جانب وجود شاحنات البث broadcast vans، إلى قيام العديد من القنوات الوطنية والإقليمية بإلغاء اشتراكها في وكالة ANI. كما أدى إطلاق قناة UNI TV في عام 2010 بواسطة ياشوانت ديشموك إلى منافسة شديدة أيضًا مع الوكالة. ومع ذلك، قام إيشان براكاش Ishaan Prakash، نجل سميتا الذي انضم إلى الشركة في عام 2011، بشراء وحدات متعددة من LiveU، وتوسيع مكاتب ANI في الخارج وتوقيع عقود مع حكومات الولايات المتعددة ووزارات الاتحاد. أُعيد الاحتكار مرة أخرى وأغلق معظم منافسيها في النهاية. بحلول أواخر عام 2011، استحوذت وكالة ANI على حوالي 99% من بث رويترز من الهند، وفي السنة المالية 2017-2018، حصلت على ₹2٫54 كرور (الكرور يعني 10 مليون) مقابل الخدمات. بيعت مقاطع الفيديو الأرشيفية بأسعار تصل إلى ألف روبية لكل ثانية؛ وفي السنة المالية 2017-2018، أعلنت الشركة عن إيرادات بلغت 68.23 كرور روبية وصافي ربح بلغ 9.91 كرور روبية. واعتبارًا من عام 2024، أصبحت الوكالة هي أكبر خدمة إخبارية في الهند.
ولكن تحت الإدارة الجديدة، اتُهمت وكالة ANI بممارسة نموذج عدواني للصحافة يركز على تحقيق أقصى قدر من الإيرادات حيث كان يُنظر إلى الصحفيين على أنهم يمكن الاستغناء عنهم. اتهم العديد من الموظفين وكالة ANI بعدم وجود نظام لإدارة الموارد البشرية وسوء معاملة الموظفين السابقين.

### الدعاوى القضائية ضد المنظمات الأخرى
في يوليو 2024، رفعت وكالة ANI دعوى قضائية ضد وكالة Press Trust of India بسبب انتهاك حقوق الطبع والنشر بزعم أنها سرقت مقاطع فيديو من وكالة ANI لانهيار مكيف الهواء لطائرة Spicejet، وطلبت تعويضًا قدره 2 كرور روبية. في سبتمبر 2024، رفعت وكالة ANI دعوى قضائية ضد نتفليكس Netflix بشأن المسلسل على الويب IC 814: The Kandahar Hijack بتهمة انتهاك حقوق الطبع والنشر، زاعمة أن نتفليكس استخدمت مقاطع فيديو في مسلسلها Kandahar Hijack دون إذن من وكالة ANI.
في يوليو 2024، رفعت وكالة ANI دعوى قضائية ضد مؤسسة ويكيميديا في المحكمة العليا في دلهي -مدعية أنها تعرضت للتشهير في مقالتها على ويكيبيديا- وسعت للحصول على تعويضات قدرها 2 كرور روبية هندية (330٬000 دولار أمريكي). في وقت تقديم الدعوى، ذكرت مقالة ويكيبيديا عن وكالة ANI أنها "اتُهمت بالعمل كأداة دعاية للحكومة المركزية الحالية، وتوزيع مواد من شبكة واسعة من مواقع الأخبار المزيفة، ونشر تقارير خاطئة عن الأحداث في مناسبات متعددة". اتهمت الدعوى القضائية ويكيبيديا بنشر "محتوى كاذب وتشهيري بقصد خبيث لتشويه سمعة وكالة الأنباء، بهدف تشويه سمعتها".
في 5 سبتمبر/أيلول، هددت المحكمة بإدانة ويكيميديا بتهمة الإزدراء بسبب عدم الكشف عن معلومات حول المحررين الذين أجروا تغييرات على المقال، وحذرت من أنه قد يُفرض حظر على ويكيبيديا في الهند في حالة عدم الامتثال لأمر المحكمة. وقال القاضي في القضية: "... إذا كنت لا تحب الهند، من فضلك لا تعمل في الهند... سنطلب من الحكومة حظر موقعك". ردا على ذلك، أكدت مؤسسة ويكيميديا أن المعلومات الواردة في المقالة مدعومة بمصادر ثانوية موثوقة متعددة. وقال القاضس مانموهان Manmohan: "أعتقد أنه لا شيء يمكن أن يكون أسوأ بالنسبة لوكالة أنباء من أن يُطلق عليها أنها دمية في وكالة استخبارات، أو ألعوبة في يد الحكومة. إذا كان هذا صحيحا، فإن المصداقية تذهب."
في 21 أكتوبر، أوقفت مؤسسة ويكيميديا الوصول إلى المقالة الخاصة بالقضية (Asian News International vs. Wikimedia Foundation) بسبب أمر من المحكمة، وهذه هي المرة الأولى التي يجري فيها حجب صفحة ويكيبيديا باللغة الإنجليزية بعد أمر من المحكمة.
في 28 أكتوبر، وافقت مؤسسة ويكيميديا على طلب المحكمة بالكشف عن معلومات التعريف الخاصة بالمستخدمين عبر الإنترنت المشاركين في تحرير صفحة وكالة ANI.

## المحتوى

### الانتماء للحكومة الهندية
وقد وصفت التقارير المطولة التي نشرتها صحيفة The Caravan وصحيفة The Ken، إلى جانب تقارير صادرة عن هيئات مراقبة إعلامية أخرى، الوكالة بأنها تعمل كـ "أداة دعائية" لحكومة حزب بهاراتيا جاناتا الحالية.
ذكرت تقارير في صحيفة كارافان أنه على مدى عقود من الزمن تحت حكم حزب المؤتمر الوطني الهندي، عملت وكالة ANI بشكل فعال كقسم دعاية خارجية لوزارة الخارجية، حيث أظهرت الجيش بصورة إيجابية وحجبت الأخبار حول أي استياء داخلي؛ كما أعطت الطبيعة الخاصة للمنظمة وسمعة مؤسسها هالة من الشرعية غير الحزبية لمقاطع الفيديو الخاصة بهم. خلال فترات الذروة من النشاط المسلح في صراع كشمير، كانت الوكالة هي المزود الوحيد تقريبًا لمقاطع الفيديو، خاصة بعد تجنيد راو كمستشار إعلامي للدولة. أصبحت وكالة ANI أقرب إلى الحكومة بعد انتخاب حزب بهاراتيا جاناتا للسلطة في عام 2014؛ وتراوحت التأثيرات من التغطية المتعاطفة للحملات السياسية لحزب بهاراتيا جاناتا إلى المراسلين الذين أصبحوا عدوانيين للغاية عند التعامل مع السياسيين من أحزاب المعارضة.

### مجموعة سريفاستافا
في عام 2020، خلص تحقيق أجراه EU DisinfoLab إلى أن وكالة ANI كانت تنشر معلومات مضللة مؤيدة لحكومة مودي من خلال مقالات رأي ومحتوى إخباري، بما في ذلك مقالات رأي منسوبة زوراً إلى سياسيين أوروبيين، وأنها كانت تحصل على المواد من شبكة واسعة من مواقع الأخبار المزيفة التي تديرها "مجموعة سريفاستافا". وخلص التقرير أيضًا إلى أنهم نشروا معلومات مضللة معادية لباكستان، وأحيانًا معادية للصين وكان الهدف الأساسي من هذه التغطية الإخبارية المزيفة هو "تشويه سمعة باكستان" في المنتديات الدولية، وأشار التقرير إلى أن وسائل الإعلام الإخبارية الهندية السائدة تعتمد بانتظام على المحتوى الذي توفره وكالة ANI، وأن الوكالة قدمت في عدة مناسبات الشرعية والتغطية لكامل "عملية التأثير" التي تديرها شبكة الأخبار المزيفة، والتي اعتمدت "على وكالة ANI أكثر من أي قناة توزيع أخرى" [لمنحها] "المصداقية والانتشار الواسع لمحتواها". ويعتقد أيضًا أن وكالة ANI تمكنت من الوصول إلى مؤسسة الاستخبارات الهندية في السنوات الأخيرة؛ ففي مجال الشؤون الخارجية، صورت العديد من مقاطع الفيديو الخاصة بها الاحتجاجات التي نظمتها جماعات الضغط والناشطين المتطرفين كما لو كانت واسعة النطاق وتيارًا رئيسيًا.
توصل تحقيق لاحق أجراه مختبر EU DisinfoLab في عام 2023 إلى أن وكالة ANI كانت تستشهد باستمرار بمراكز أبحاث وخبراء مرتبطين بمجموعة Srivastava والتي لا يبدو أنها موجودة بالفعل.

### معلومات مضللة
وقام مدققو الحقائق المعتمدون من قِبل شبكة التحقق من الحقائق الدولية التابعة لمعهد بوينتر باتهام وكالة ANI بتقديم تقارير خاطئة عن الأحداث. عثرت صحيفة The Caravan على عدة قطع من لقطات الفيديو من وكالة ANI، حيث وُضعت شعارات قنوات تلفزيونية عشوائية من باكستان، إلى جانب أشرطة الأخبار باللغة الأردية، على الأخبار التي تعرض الهند في صورة إيجابية؛ وقد اعترف محررو الفيديو لديهم بتزوير المقاطع.
في يوليو 2021، أفادت وكالة ANI زوراً أن لاعبة رفع الأثقال الصينية هو تشيهوي، التي فازت بالميدالية الذهبية في رفع الأثقال للسيدات بوزن 49 كجم في دورة الألعاب الأولمبية الصيفية 2020 في طوكيو، ستخضع لاختبار وكالة الاختبارات الدولية (ITA) بحثاً عن المنشطات، وفقاً لمصدر لم تسمه وكالة أنباء ANI. وذكرت المقالة أيضًا أن رافعة الأثقال الهندية ميراباي تشانو، التي فازت بالميدالية الفضية في نفس الحدث، ستحصل على الميدالية الذهبية إذا كانت نتيجة الاختبارات إيجابية. وقد نفت الوكالة العالمية لمكافحة المنشطات (WADA) وكذلك وكالة الاختبارات الدولية (ITA) هذه التقارير، حيث صرحتا أنهما لا تعرفان شيئًا عن إجراء مثل هذه الاختبارات، وأن أي تطورات سوف يجري الإعلان عنها بشفافية على موقعهما على الإنترنت.
في أبريل 2023، نشرت وكالة ANI تقريرًا كاذبًا عن صورة لقبر مغلق في حيدر أباد بالهند، على أنها من باكستان، مدعية أنه جرى قفله لمنع الاعتداء الجنسي على الجثث. وكشف التحقق من الحقائق أن القبر جرى تأمينه بالفعل لمنع الدفن غير المصرح به وحمايته من الدوس. في يوليو 2023، ألقت وكالة ANI اللوم زوراً على المسلمين في الاعتداء الجنسي واغتصاب امرأتين من كوكى خلال أعمال العنف في مانيبور عام 2023. اعتذرت الوكالة لاحقًا عن ذلك الخطأ، وألقت باللوم على القراءة الخاطئة للتغريدات التي نشرتها شرطة مانيبور.
في أغسطس 2024، نشرت وكالة ANI معلومات مضللة بشأن الهجمات على الهندوس في بنغلاديش. واندلعت القضية بعد أن نشرت وكالة ANI مقطع فيديو على وسائل التواصل الاجتماعي، يصور بشكل زائف أبًا هندوسيًا يتوسل من أجل العدالة لابنه المفقود. جرى التعرف لاحقًا على الرجل في الفيديو على أنه مسلم يدعى محمد سوني هاولادر، والذي كان في الواقع يسعى لتحقيق العدالة لابنه المفقود. وقد التُقط الفيديو، الذي نشرته وكالة ANI في البداية، بسرعة من قِبل الحسابات اليمينية وغيرها من وسائل الإعلام التي تعتمد على موجز وكالة ANI، مما أدى إلى انتشار الرواية الكاذبة بشكل أكبر. وعلى الرغم من قيام وكالة ANI بحذف الفيديو بعد اتهامها بتقديم محتوى مضلّل، إلا أنه قد استمرت المعلومات المضللة في الانتشار على منصات التواصل الاجتماعي المختلفة، بما في ذلك فيسبوك وإنستغرام وواتساب، مما أدى إلى استمرار نشر تلك الرواية الكاذبة.
في 20 سبتمبر 2024، طلب الممثل سلمان خان اعتذارًا من وكالة ANI والمحامين الذين يمثلون الفردين المتهمين بإطلاق الأسلحة النارية خارج مسكنه. جاء هذا الطلب في أعقاب مزاعم قدمتها وكالة ANI بأن خان كان له "علاقات معروفة" مع شركة D، وهي مجموعة مرتبطة بعصابة الجريمة المنظمة (داود إبراهيم).

## روابط خارجية
- الموقع الرسمي
 للوكالة
- مقطع عن قضيها ضد مؤسسة ويكيميديا. Explained: What's ANI vs Wikipedia legal battle all about? 2024 Newslaundry video